# Eleccions legislatives sueques de 1976
Les eleccions legislatives sueques del 1976 es van celebrar el 19 de setembre de 1976. Els més votats foren els socialdemòcrates, però es formà un govern de centredreta presidit de Thorbjörn Fälldin fou nomenat primer ministre de Suècia.

## Resultats
|                         |                                  |           |        |           |     |  |  |  |
| Partits                 | Partits                          | Vots      | %      | Escons    | +/− |  |  |  |
|                         | Partit Socialdemòcrata           | 2,324,603 | 42.75  | 152 / 349 | 4   |  |  |  |
|                         | Partit de Centre                 | 1,309,669 | 24.08  | 86 / 349  | 4   |  |  |  |
|                         | Partit Moderat                   | 847,672   | 15.59  | 55 / 349  | 4   |  |  |  |
|                         | Partit Popular                   | 601,556   | 11.06  | 39 / 349  | 5   |  |  |  |
|                         | Comunistes del Partit d'Esquerra | 258,432   | 4.75   | 17 / 349  | 2   |  |  |  |
|                         | Unitat Demòcrata Cristiana       | 73,844    | 1.36   | 0 / 349   | =   |  |  |  |
|                         | Partit Comunista                 | 17,309    | 0.32   | 0 / 349   | =   |  |  |  |
|                         | Altres partits                   | 4,663     | 0.09   | 0 / 349   | =   |  |  |  |
|                         |                                  |           |        |           |     |  |  |  |
| Vots vàlids             | Vots vàlids                      | 5,437,748 | 99.65  |           |     |  |  |  |
| Vots blancs i invàlids  | Vots blancs i invàlids           | 19,295    | 0.35   |           |     |  |  |  |
| Total                   | Total                            | 5,457,043 | 100,00 | 349       | 1   |  |  |  |
| Inscrits / participació | Inscrits / participació          | 5,947,077 | 91.76  |           |     |  |  |  |